# NGC 599
NGC 599 (другие обозначения — MCG −2-5-5, MK 1000, PGC 5778) — галактика в созвездии Кит.
Этот объект входит в число перечисленных в оригинальной редакции «Нового общего каталога».
В галактике произошёл взрыв сверхновой SN 2010gz.